# Rafael Masó i Valentí

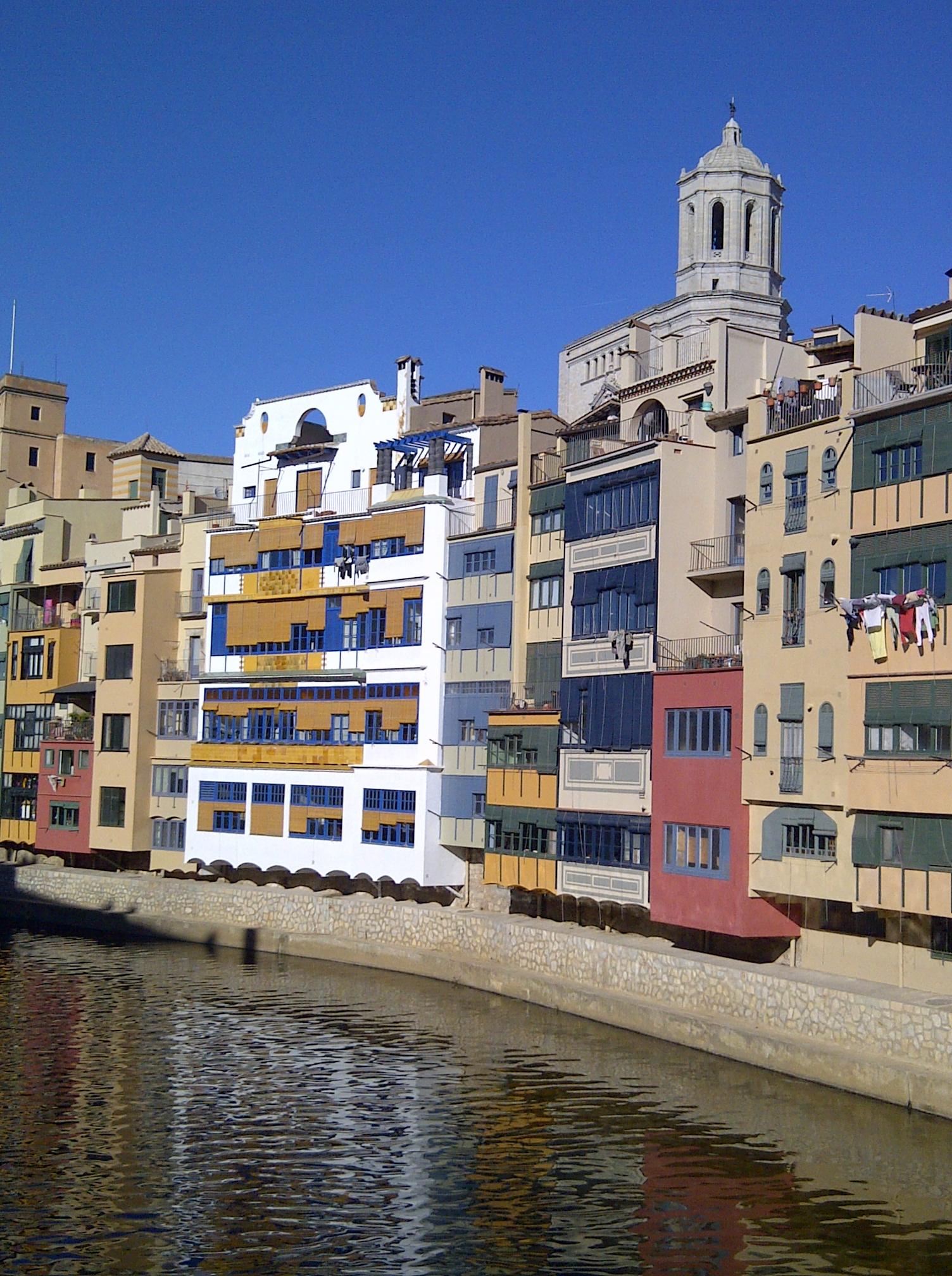
Casa Masó.

Rafael Masó Valentí (Gerona, 16 agosto 1880 – Gerona, 13 luglio 1935) è stato un architetto spagnolo, uno dei più importanti architetti catalani dell'inizio del XX secolo.

## Biografia
Masó nacque a Gerona presso una famiglia conservatrice, cattolica, catalanista ed erudita. L'ambiente colto, propiziato dagli interessi letterari e artistici del padre, così come l'amore per la città e le sue tradizioni influenzarono la personalità e la carriera del futuro architetto. Ammiratore di Antoni Gaudí, durante i suoi studi a Barcellona Masó si unì al gruppo di artisti e scrittori che avrebbero creato un'alternativa al modernismo: il Noucentisme. La natura sociale, il catalanismo e il carattere modernizzatore ed europeista che propugnava il Noucentisme fecero sì che Masó si distinguesse anche come poeta, urbanista, politico e promotore dell'arte e della letteratura.
Masó visse a Casa Masó fino al 1912, quando si sposò con Esperança Bru e lavorò sempre a Girona. È per questo che la maggior parte dei suoi edifici si trova in città e nei dintorni. Oltre ad abitazioni, ville e condomini, progettò ogni tipo di edifici: scuole, ospedali, fabbriche e negozi. Si dedicò anche alla ristrutturazione di case coloniche e al restauro di opere architettoniche medievali. Le sue creazioni più importanti sono: a Girona, la Farinera Teixidor (1910), la Casa Masó (1911) e il centro culturale Athenea (1912); la Casa Masramon a Olot (1913), la Casa Casas a Sant Feliu de Guíxols (1914) e la città-giardino di S'Agaró (1923). Sfortunatamente, i suoi clienti erano spesso in disaccordo con le sue proposte, che quindi rimanevano soltanto progetti su carta. Oltretutto, dopo la sua morte, alcuni edifici vennero abbattuti o alterati in modo irreparabile.

## L'opera di Masò
La sua opera si distingue per la piena identificazione con i postulati del Noucentisme, i quali rivendicavano una modernità che non rinunciava al classicismo più austero e che integrava forme, colori e materiali della cultura propria, con una spiccata presenza di tecniche artigianali. Fortemente influenzato dal movimento Arts and Crafts inglese e dalla nuova architettura regionalista tedesca, Masó volle unire la tradizione dell'architettura locale con nuove idee sulla struttura e ornamentazione degli edifici, sulla decorazione d'interni e sull'arredamento. Il suo contributo fu decisivo nell'introduzione in Catalogna di concetti moderni nella progettazione di abitazioni, nel rinnovamento dell'artigianato, nella conservazione del patrimonio storico e nella promozione della cultura.

## La fondazione Rafael Masó
La Fondazione è un'organizzazione senza scopo di lucro creata nel 2006 dalla cessione di Casa Masó al Comune di Girona da parte dei suoi ultimi proprietari, nipoti dell'architetto. Si avvale del supporto dei successori di Rafael Masó, dello stesso Comune, dell'Ordine degli architetti, dell'Ordine dei geometri e degli architetti tecnici, e dell'Università di Girona.
Oltre a gestire la conservazione e le visite alla Casa Masó, la Fondazione è un centro che promuove lo studio, la preservazione e la divulgazione dell'opera di Masó e del Noucentisme catalano, e sensibilizza il pubblico sull'importanza dell'architettura e della progettazione urbanistica nei confronti della società e degli individui. A questo scopo organizza esposizioni e attività educative per qualsiasi pubblico.

## Galleria d'immagini

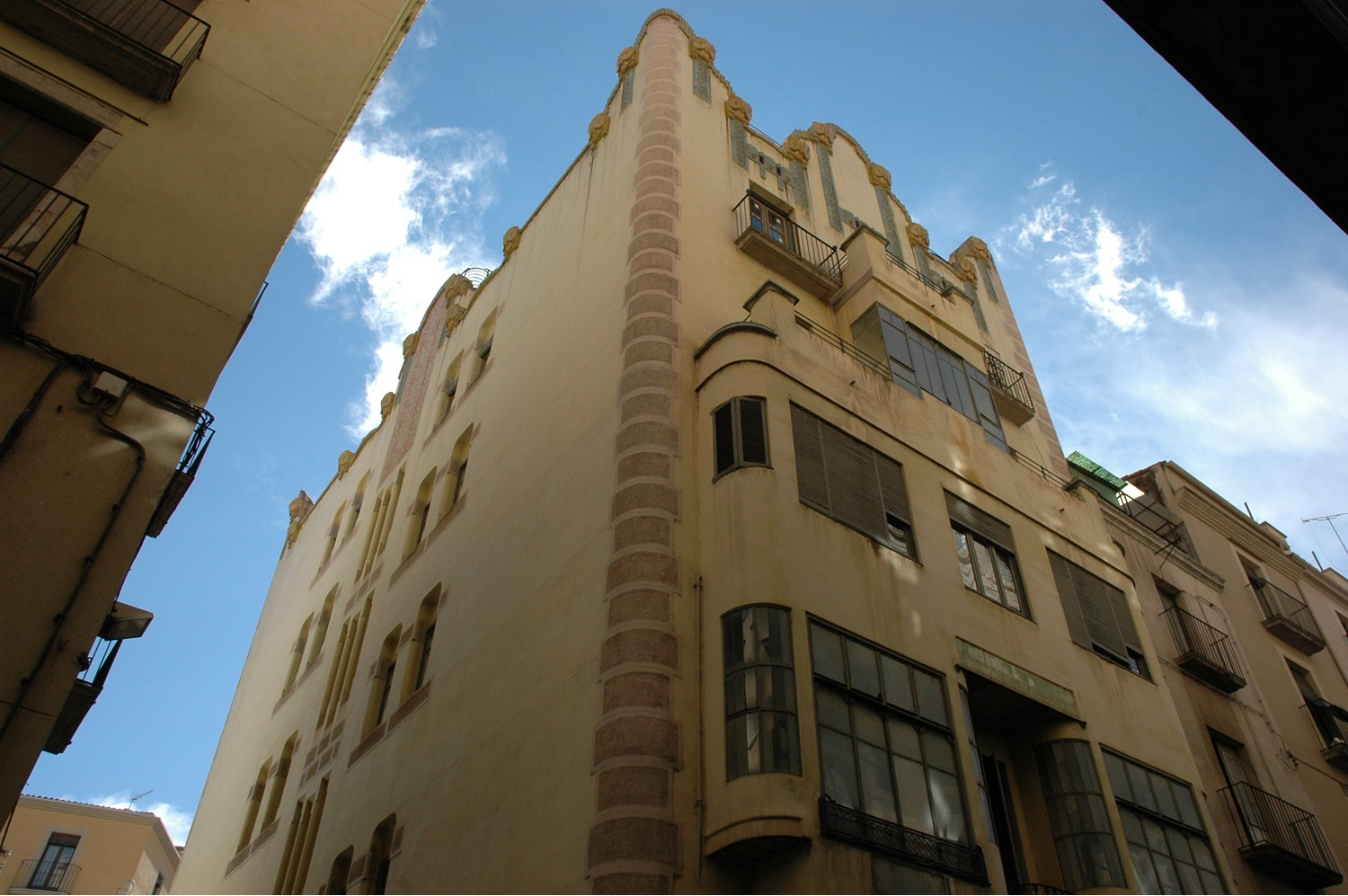
Casa Batlle, Girona
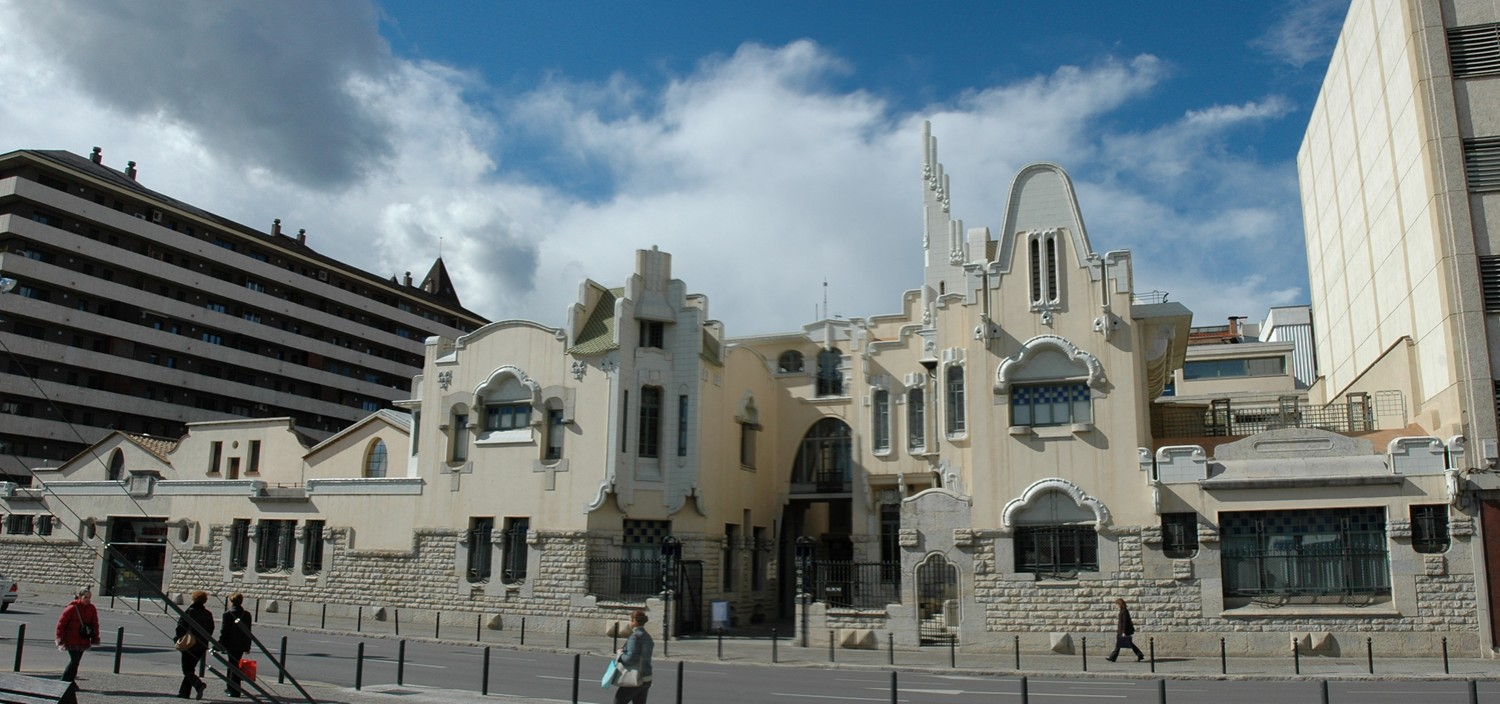
Farinera Teixidor, Girona
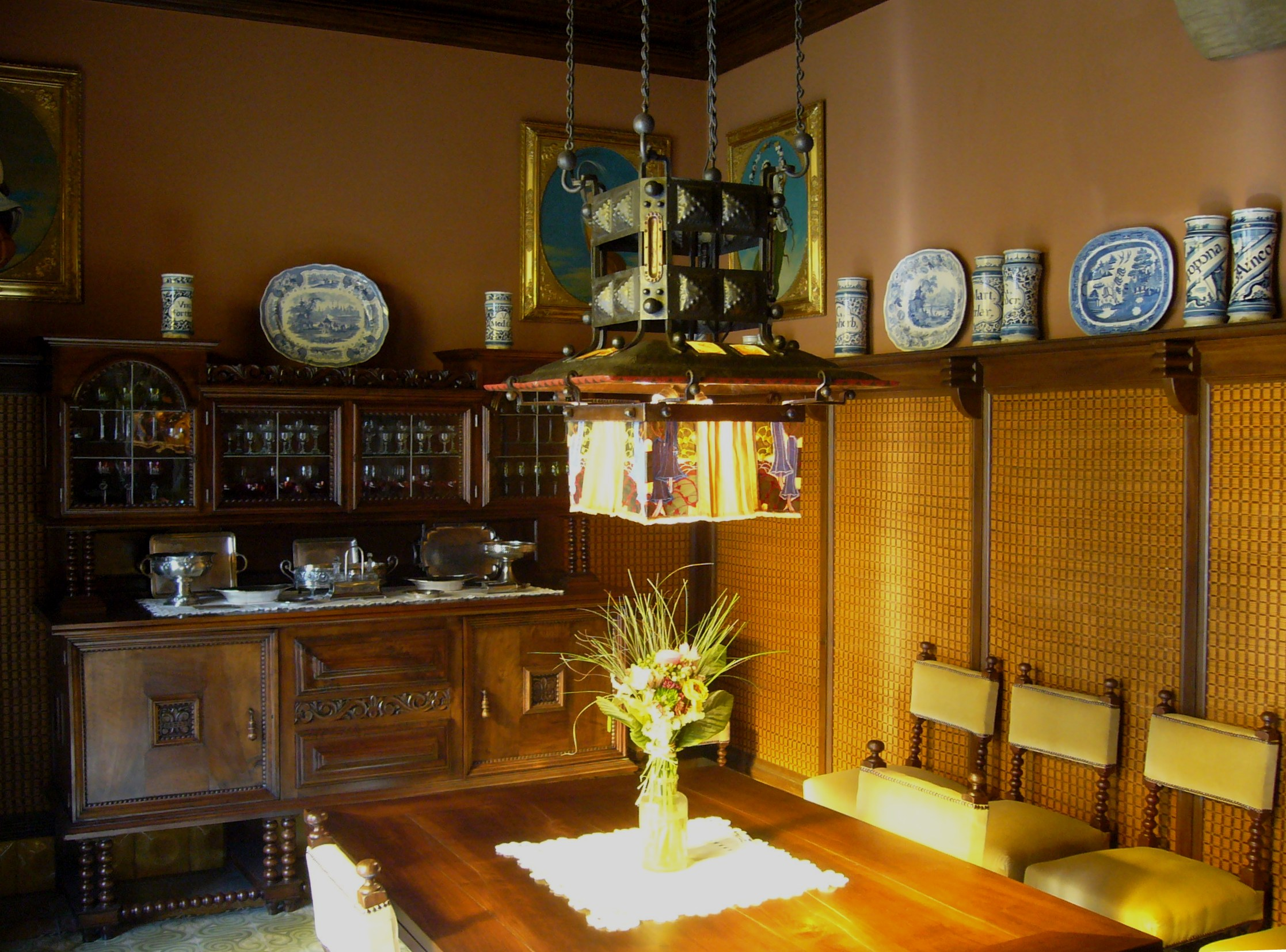
Casa Masó, Girona
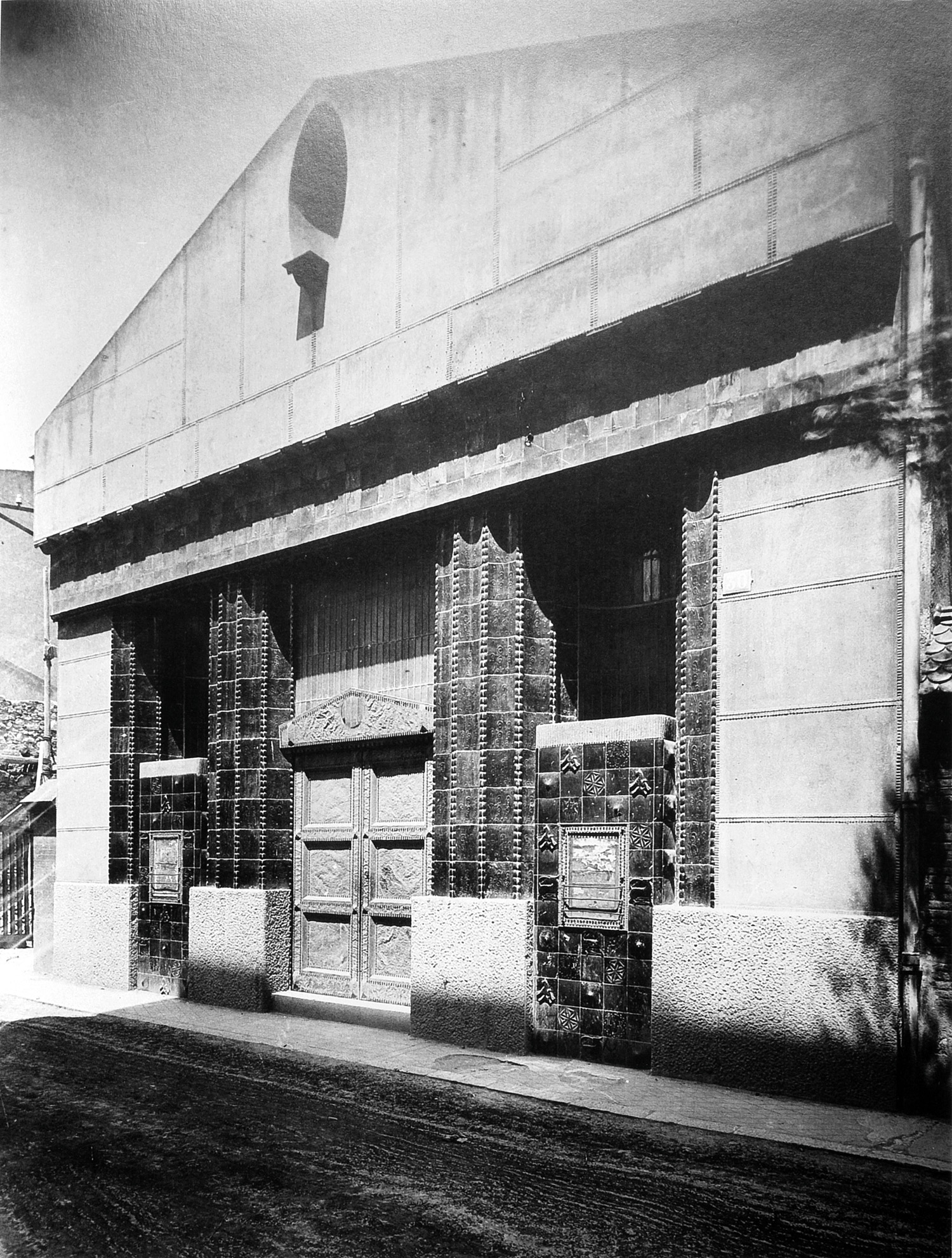
Athenea, Girona
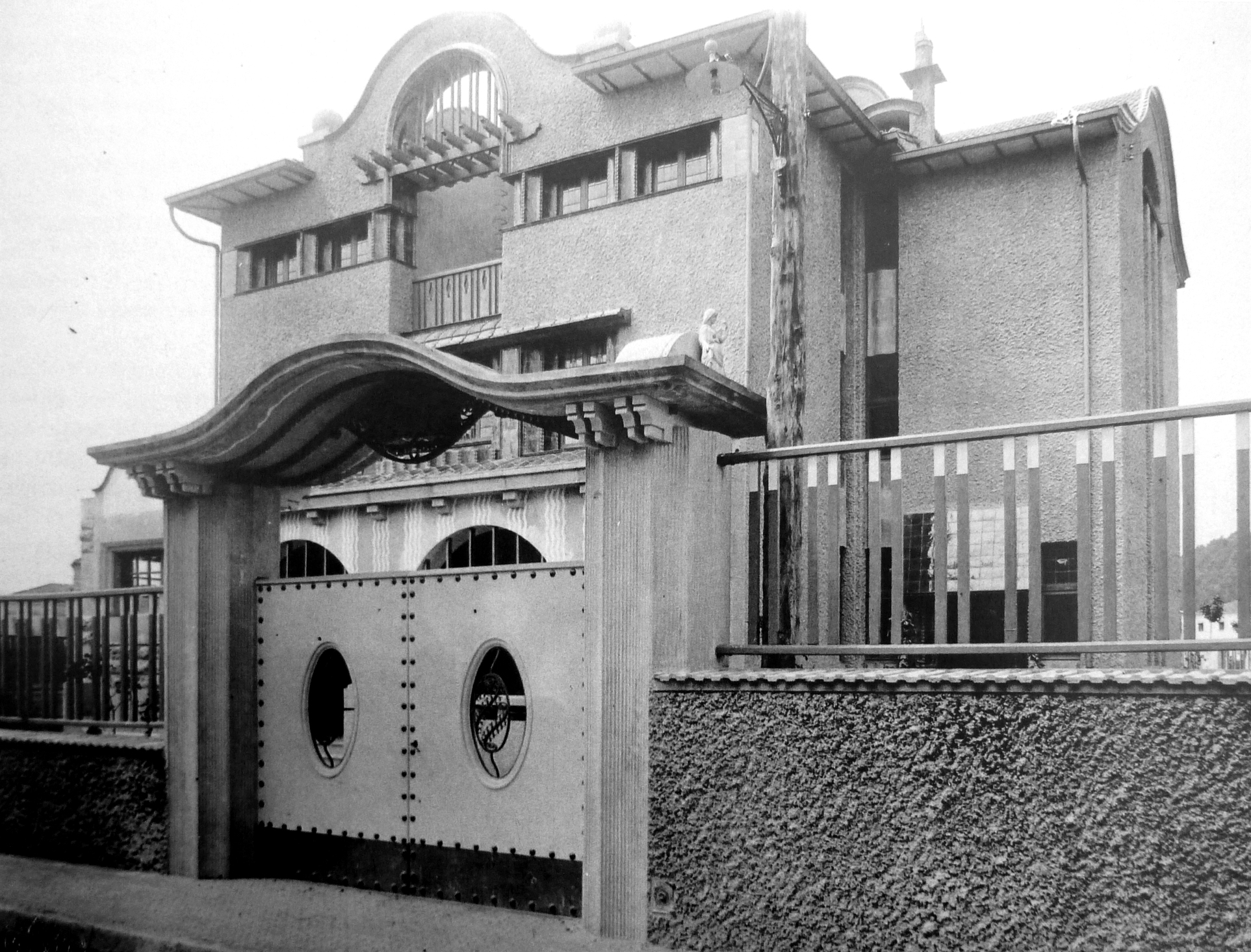
Casa Masramon, Olot
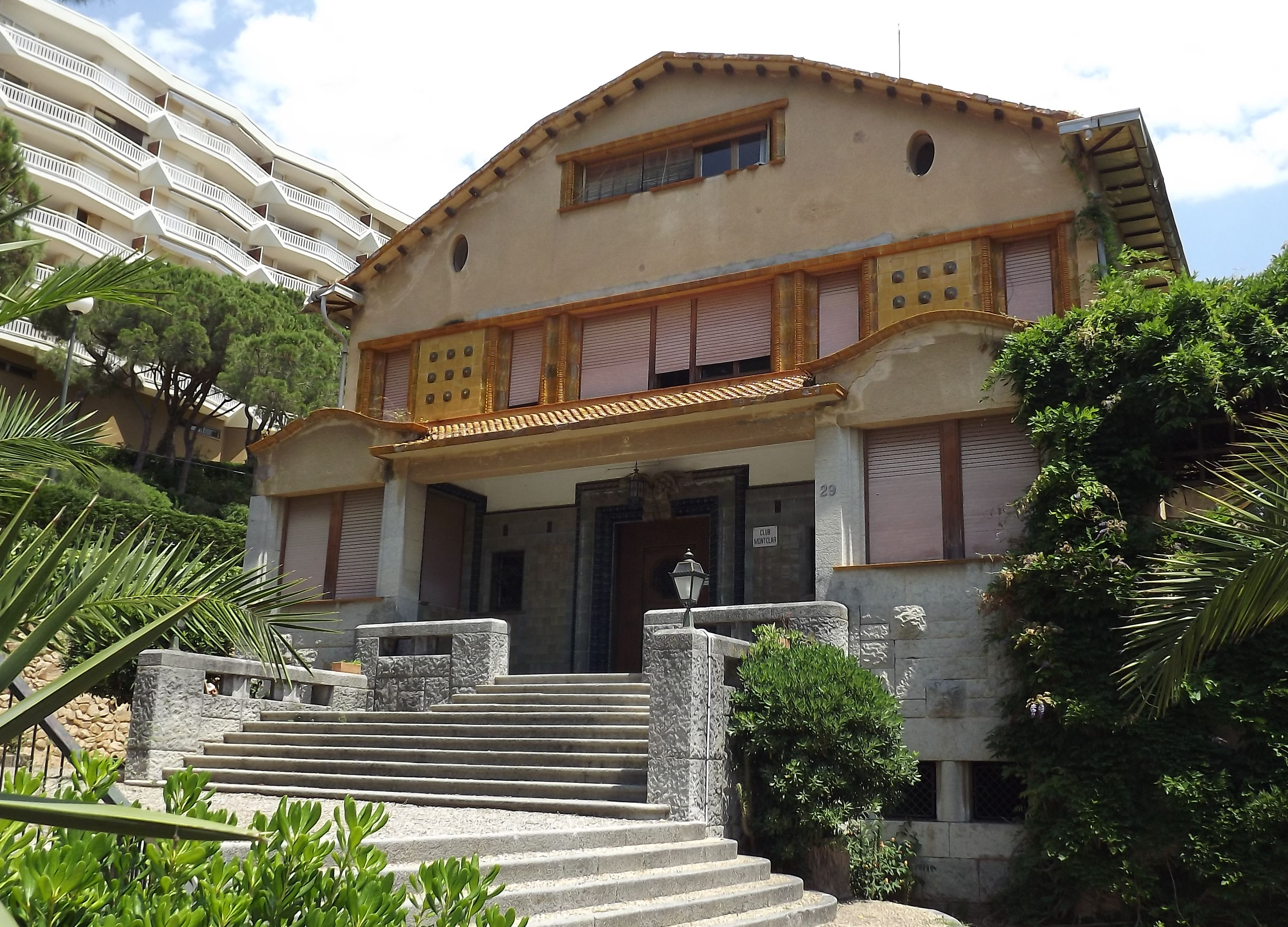
Casa Casas, Sant Feliu de Guíxols
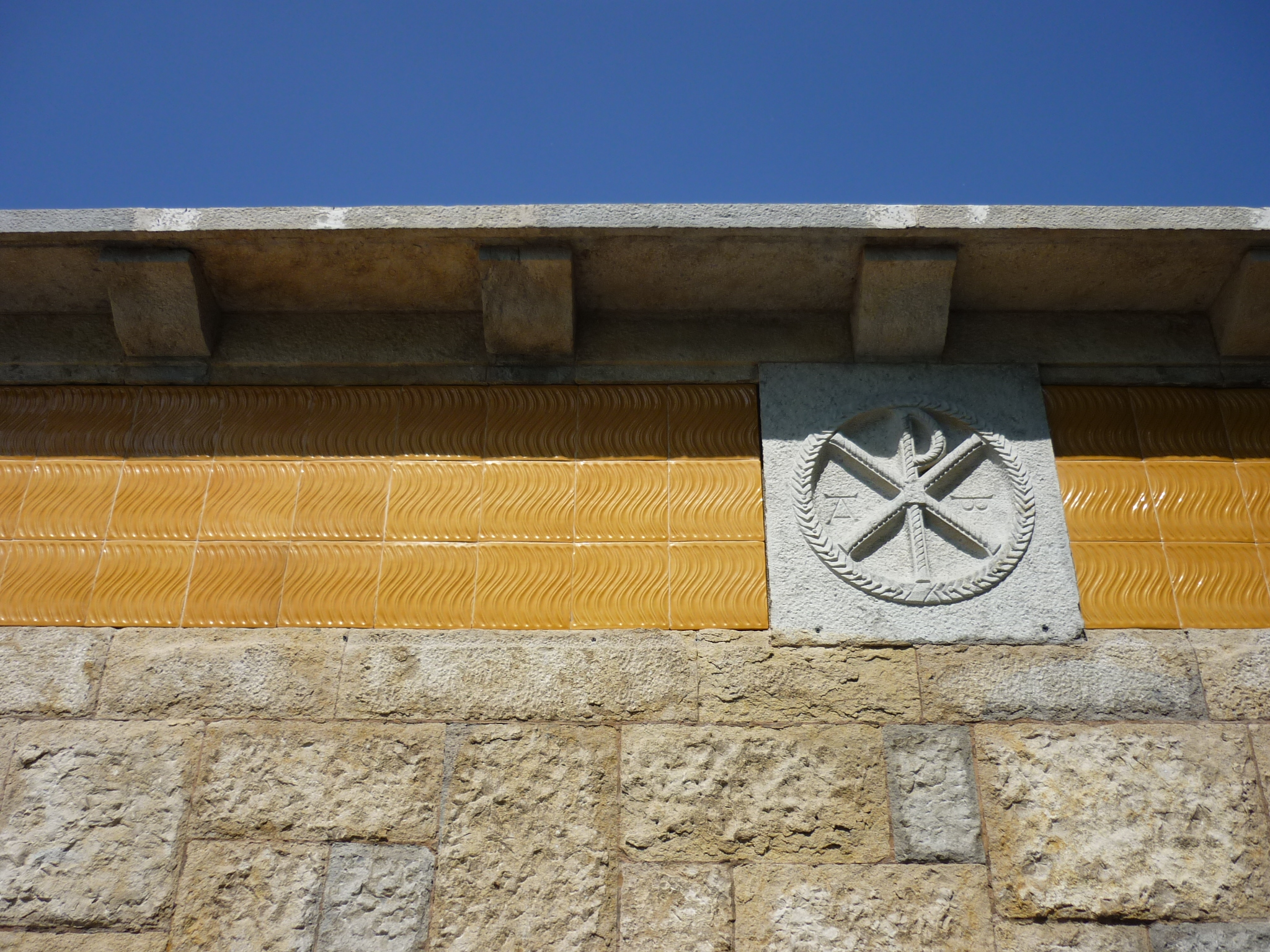
Cementiri, Girona
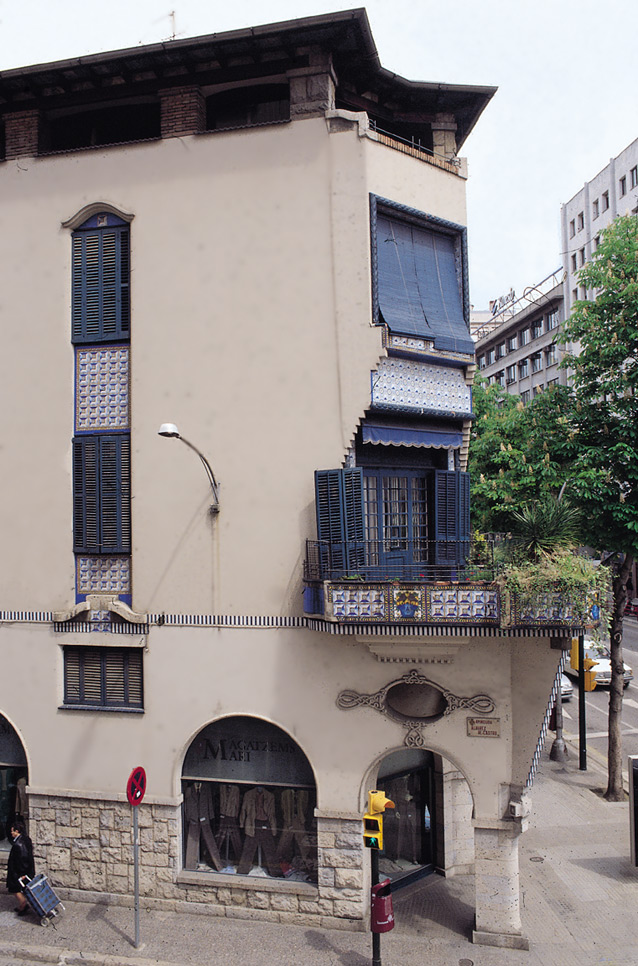
Casa Gispert-Saüch, Girona